# Coppa Italia Serie C 1984-1985
La Coppa Italia di Serie C 1984-1985 fu la tredicesima edizione del trofeo (ex-Coppa Italia Semiprofessionisti) riservato alle 108 squadre partecipanti alla Serie C1 e alla C2.
L'edizione fu vinta per la prima volta dal Casarano, che superò in finale la Carrarese.

## Risultati

### Fase eliminatoria a gironi
Alla prima fase presero parte 96 squadre di Serie C1 e Serie C2; queste furono divise in 24 gironi all'italiana da quattro squadre. Le prime classificate di ogni girone furono ammesse direttamente alla fase finale, con l'eccezione di otto squadre estratte a sorte che affrontarono un ulteriore turno di qualificazione ai sedicesimi.

#### Gironi
Le gare furono disputate tra il 22 agosto ed il 16 settembre 1984.

##### Girone A
|           | AST  | IMP  | SAN  | SAV  |
| --------- | ---- | ---- | ---- | ---- |
| Asti      | –––– | 1-0  | 0-1  | 0-0  |
| Imperia   | 1-1  | –––– | 1-1  | 2-0  |
| Sanremese | 2-1  | 0-0  | –––– | 1-1  |
| Savona    | 1-1  | 1-2  | 3-3  | –––– |

| Pos. | Squadra   | Pt | G | V | N | P | GF | GS | DR |
| ---- | --------- | -- | - | - | - | - | -- | -- | -- |
| 1.   | Sanremese | 8  | 6 | 2 | 4 | 0 | 8  | 6  | +2 |
| 2.   | Imperia   | 7  | 6 | 2 | 3 | 1 | 6  | 4  | +2 |
| 3.   | Asti      | 5  | 6 | 1 | 3 | 2 | 4  | 5  | -1 |
| 4.   | Savona    | 4  | 6 | 1 | 2 | 3 | 6  | 9  | -3 |

##### Girone B
|              | ALE  | DER  | NOV  | PVE  |
| ------------ | ---- | ---- | ---- | ---- |
| Alessandria  | –––– | 2-2  | 1-1  | 0-1  |
| Derthona     | 0-2  | –––– | 2-1  | 1-1  |
| Novara       | 2-0  | 1-0  | –––– | 0-0  |
| Pro Vercelli | 1-0  | 2-0  | 0-0  | –––– |

| Pos. | Squadra      | Pt | G | V | N | P | GF | GS | DR |
| ---- | ------------ | -- | - | - | - | - | -- | -- | -- |
| 1.   | Pro Vercelli | 9  | 6 | 3 | 3 | 0 | 5  | 1  | +4 |
| 2.   | Novara       | 7  | 6 | 2 | 3 | 1 | 5  | 3  | +2 |
| 3.   | Alessandria  | 4  | 6 | 1 | 2 | 3 | 5  | 7  | -2 |
| 4.   | Derthona     | 4  | 6 | 1 | 2 | 3 | 5  | 9  | -4 |

##### Girone C
|            | LEG  | OME  | PPA  | RHO  |
| ---------- | ---- | ---- | ---- | ---- |
| Legnano    | –––– | 2-1  | 0-1  | 2-0  |
| Omegna     | 1-1  | –––– | 0-4  | 2-2  |
| Pro Patria | 2-2  | 1-0  | –––– | 2-0  |
| Rhodense   | 1-2  | 1-3  | 1-2  | –––– |

| Pos. | Squadra    | Pt | G | V | N | P | GF | GS | DR |
| ---- | ---------- | -- | - | - | - | - | -- | -- | -- |
| 1.   | Pro Patria | 11 | 6 | 4 | 2 | 0 | 8  | 4  | +4 |
| 2.   | Legnano    | 8  | 6 | 2 | 2 | 2 | 9  | 7  | +2 |
| 3.   | Omegna     | 4  | 6 | 2 | 2 | 2 | 5  | 4  | +1 |
| 4.   | Rhodense   | 1  | 6 | 0 | 2 | 4 | 3  | 10 | -7 |

##### Girone D
|            | FAN  | PAV  | PER  | VOG  |
| ---------- | ---- | ---- | ---- | ---- |
| Fanfulla   | –––– | 0-0  | 5-0  | 1-3  |
| Pavia      | 1-0  | –––– | 0-0  | 1-1  |
| Pergocrema | 1-1  | 0-0  | –––– | 1-1  |
| Vogherese  | 2-0  | 0-0  | 3-1  | –––– |

| Pos. | Squadra    | Pt | G | V | N | P | GF | GS | DR |
| ---- | ---------- | -- | - | - | - | - | -- | -- | -- |
| 1.   | Pavia      | 9  | 6 | 3 | 3 | 0 | 10 | 4  | +6 |
| 2.   | Vogherese  | 7  | 6 | 1 | 5 | 0 | 2  | 1  | +1 |
| 3.   | Fanfulla   | 4  | 6 | 1 | 2 | 3 | 7  | 7  | 0  |
| 4.   | Pergocrema | 4  | 6 | 0 | 4 | 2 | 3  | 10 | -7 |

##### Girone E
|                     | OSP  | PIA  | TRE  | VBO  |
| ------------------- | ---- | ---- | ---- | ---- |
| Ospitaletto         | –––– | 1-1  | 1-1  | 1-1  |
| Piacenza            | 2-0  | –––– | 2-1  | 2-2  |
| Trento              | 0-2  | 0-1  | –––– | 4-1  |
| Virescit Boccaleone | 1-0  | 1-1  | 1-1  | –––– |

| Pos. | Squadra             | Pt | G | V | N | P | GF | GS | DR |
| ---- | ------------------- | -- | - | - | - | - | -- | -- | -- |
| 1.   | Ospitaletto         | 9  | 6 | 3 | 3 | 0 | 9  | 5  | +4 |
| 2.   | Trento              | 6  | 6 | 1 | 4 | 1 | 7  | 9  | -2 |
| 3.   | Piacenza            | 5  | 6 | 1 | 3 | 2 | 5  | 6  | -1 |
| 4.   | Virescit Boccaleone | 4  | 6 | 1 | 2 | 3 | 7  | 8  | -1 |

##### Girone F
|              | MON  | PIE  | POR  | TRE  |
| ------------ | ---- | ---- | ---- | ---- |
| Montebelluna | –––– | 1-1  | 0-0  | 0-0  |
| Pievigina    | 0-0  | –––– | 0-1  | 1-1  |
| Pordenone    | 1-2  | 2-1  | –––– | 0-1  |
| Treviso      | 1-0  | 0-0  | 2-2  | –––– |

| Pos. | Squadra      | Pt | G | V | N | P | GF | GS | DR |
| ---- | ------------ | -- | - | - | - | - | -- | -- | -- |
| 1.   | Montebelluna | 8  | 6 | 2 | 4 | 0 | 6  | 4  | +2 |
| 2.   | Treviso      | 6  | 6 | 2 | 2 | 2 | 7  | 7  | 0  |
| 3.   | Pievigina    | 6  | 6 | 2 | 2 | 2 | 3  | 3  | 0  |
| 4.   | Pordenone    | 4  | 6 | 1 | 2 | 3 | 5  | 7  | -2 |

##### Girone G
|         | GOR  | MES  | MIR  | VEN  |
| ------- | ---- | ---- | ---- | ---- |
| Gorizia | –––– | 1-2  | 1-0  | 0-1  |
| Mestre  | 1-1  | –––– | 0-0  | 0-0  |
| Mira    | 0-0  | 4-1  | –––– | 2-1  |
| Venezia | 0-1  | 1-2  | 1-0  | –––– |

| Pos. | Squadra | Pt | G | V | N | P | GF | GS | DR |
| ---- | ------- | -- | - | - | - | - | -- | -- | -- |
| 1.   | Mestre  | 7  | 6 | 2 | 3 | 1 | 6  | 7  | -1 |
| 2.   | Gorizia | 6  | 6 | 2 | 2 | 2 | 6  | 4  | +2 |
| 3.   | Venezia | 6  | 6 | 2 | 2 | 2 | 4  | 4  | 0  |
| 4.   | Mira    | 5  | 6 | 2 | 1 | 3 | 4  | 5  | -1 |

##### Girone H
|          | CEN  | MAN  | MOD  | SAS  |
| -------- | ---- | ---- | ---- | ---- |
| Centese  | –––– | 0-3  | 3-1  | 0-0  |
| Mantova  | 0-0  | –––– | 1-0  | 1-0  |
| Modena   | 1-1  | 0-1  | –––– | 1-1  |
| Sassuolo | 1-0  | 1-2  | 0-1  | –––– |

| Pos. | Squadra  | Pt | G | V | N | P | GF | GS | DR |
| ---- | -------- | -- | - | - | - | - | -- | -- | -- |
| 1.   | Centese  | 11 | 6 | 5 | 1 | 0 | 8  | 1  | +7 |
| 2.   | Mantova  | 5  | 6 | 1 | 3 | 2 | 4  | 6  | -2 |
| 3.   | Modena   | 4  | 6 | 1 | 2 | 3 | 3  | 5  | -2 |
| 4.   | Sassuolo | 4  | 6 | 1 | 2 | 2 | 4  | 7  | -3 |

##### Girone I
|          | LUC  | MAS  | REG  | SPE  |
| -------- | ---- | ---- | ---- | ---- |
| Lucchese | –––– | 2-0  | 1-0  | 2-0  |
| Massese  | 1-0  | –––– | 1-0  | 2-0  |
| Reggiana | 3-1  | 1-1  | –––– | 2-2  |
| Spezia   | 2-1  | 0-0  | 2-2  | –––– |

| Pos. | Squadra  | Pt | G | V | N | P | GF | GS | DR |
| ---- | -------- | -- | - | - | - | - | -- | -- | -- |
| 1.   | Massese  | 9  | 6 | 4 | 1 | 1 | 5  | 4  | +1 |
| 2.   | Lucchese | 7  | 6 | 3 | 1 | 2 | 8  | 3  | +5 |
| 3.   | Reggiana | 5  | 6 | 1 | 3 | 2 | 8  | 8  | 0  |
| 4.   | Spezia   | 3  | 6 | 1 | 1 | 4 | 2  | 7  | -5 |

##### Girone K
|            | LIV  | PON  | PRA  | RON  |
| ---------- | ---- | ---- | ---- | ---- |
| Livorno    | –––– | 2-1  | 4-1  | 1-1  |
| Pontedera  | 2-2  | –––– | 0-0  | 2-1  |
| Prato      | 0-1  | 1-0  | –––– | 2-1  |
| Rondinella | 4-0  | 1-1  | 1-0  | –––– |

| Pos. | Squadra    | Pt | G | V | N | P | GF | GS | DR |
| ---- | ---------- | -- | - | - | - | - | -- | -- | -- |
| 1.   | Pontedera  | 8  | 6 | 3 | 2 | 1 | 10 | 9  | +1 |
| 2.   | Prato      | 6  | 6 | 2 | 2 | 2 | 9  | 6  | +3 |
| 3.   | Rondinella | 5  | 6 | 1 | 3 | 2 | 6  | 7  | -1 |
| 4.   | Livorno    | 5  | 6 | 2 | 1 | 3 | 4  | 7  | -3 |

##### Girone L
|            | CAT  | CES  | FOR  | RIM  |
| ---------- | ---- | ---- | ---- | ---- |
| Cattolica  | –––– | 3-0  | 1-0  | 0-0  |
| Cesenatico | 1-0  | –––– | 1-1  | 0-0  |
| Forlì      | 2-0  | 1-1  | –––– | 0-0  |
| Rimini     | 1-0  | 2-0  | 1-1  | –––– |

| Pos. | Squadra    | Pt | G | V | N | P | GF | GS | DR |
| ---- | ---------- | -- | - | - | - | - | -- | -- | -- |
| 1.   | Rimini     | 8  | 6 | 2 | 4 | 0 | 4  | 1  | +3 |
| 2.   | Cesenatico | 6  | 6 | 1 | 4 | 1 | 5  | 4  | +1 |
| 3.   | Forlì      | 5  | 6 | 2 | 1 | 3 | 4  | 4  | 0  |
| 4.   | Cattolica  | 5  | 6 | 1 | 3 | 2 | 3  | 7  | -4 |

##### Girone M
|                  | ANC  | FAN  | JES  | VSE  |
| ---------------- | ---- | ---- | ---- | ---- |
| Ancona           | –––– | 0-0  | 2-2  | 7-0  |
| Fano             | 3-0  | –––– | 2-0  | 6-0  |
| Jesi             | 0-1  | 0-1  | –––– | 4-0  |
| Vigor Senigallia | 0-6  | 0-4  | 0-2  | –––– |

| Pos. | Squadra          | Pt | G | V | N | P | GF | GS | DR  |
| ---- | ---------------- | -- | - | - | - | - | -- | -- | --- |
| 1.   | Ancona           | 11 | 6 | 5 | 1 | 0 | 16 | 0  | +16 |
| 2.   | Jesi             | 8  | 6 | 3 | 2 | 1 | 16 | 5  | +11 |
| 3.   | Fano             | 5  | 6 | 2 | 1 | 3 | 8  | 6  | +2  |
| 4.   | Vigor Senigallia | 0  | 6 | 0 | 0 | 6 | 0  | 29 | -29 |

##### Girone N
|               | CIV  | MON  | SIE  | TER  |
| ------------- | ---- | ---- | ---- | ---- |
| Civitavecchia | –––– | 1-0  | 0-1  | 1-0  |
| Montevarchi   | 0-0  | –––– | 2-1  | 3-4  |
| Siena         | 1-1  | 3-2  | –––– | 2-0  |
| Ternana       | 0-0  | 2-3  | 1-2  | –––– |

| Pos. | Squadra       | Pt | G | V | N | P | GF | GS | DR |
| ---- | ------------- | -- | - | - | - | - | -- | -- | -- |
| 1.   | Montevarchi   | 9  | 6 | 4 | 1 | 1 | 10 | 6  | +4 |
| 2.   | Ternana       | 7  | 6 | 2 | 3 | 1 | 3  | 2  | +1 |
| 3.   | Siena         | 5  | 6 | 2 | 1 | 3 | 10 | 11 | -1 |
| 4.   | Civitavecchia | 3  | 6 | 1 | 1 | 4 | 7  | 11 | -4 |

##### Girone O
|              | CIV  | FER  | FOL  | MAC  |
| ------------ | ---- | ---- | ---- | ---- |
| Civitanovese | –––– | 1-1  | 2-2  | 0-0  |
| Fermana      | 1-1  | –––– | 0-1  | 0-1  |
| Foligno      | 0-0  | 2-1  | –––– | 1-1  |
| Maceratese   | 1-0  | 1-1  | 0-0  | –––– |

| Pos. | Squadra      | Pt | G | V | N | P | GF | GS | DR |
| ---- | ------------ | -- | - | - | - | - | -- | -- | -- |
| 1.   | Foligno      | 8  | 6 | 2 | 4 | 0 | 6  | 4  | +2 |
| 2.   | Fermana      | 8  | 6 | 2 | 4 | 0 | 4  | 2  | +2 |
| 3.   | Maceratese   | 5  | 6 | 0 | 5 | 1 | 4  | 5  | -1 |
| 4.   | Civitanovese | 3  | 6 | 0 | 3 | 3 | 4  | 7  | -3 |

##### Girone P
|            | FRO  | GIU  | LOD  | TER  |
| ---------- | ---- | ---- | ---- | ---- |
| Frosinone  | –––– | 0-1  | 1-4  | 0-0  |
| Giulianova | 1-0  | –––– | 0-0  | 6-0  |
| Lodigiani  | 1-0  | 2-0  | –––– | 3-2  |
| Teramo     | 0-1  | 1-0  | 1-1  | –––– |

| Pos. | Squadra    | Pt | G | V | N | P | GF | GS | DR |
| ---- | ---------- | -- | - | - | - | - | -- | -- | -- |
| 1.   | Frosinone  | 10 | 6 | 4 | 2 | 0 | 11 | 4  | +7 |
| 2.   | Lodigiani  | 7  | 6 | 3 | 1 | 2 | 8  | 3  | +5 |
| 3.   | Teramo     | 4  | 6 | 1 | 2 | 3 | 4  | 11 | -7 |
| 4.   | Giulianova | 3  | 6 | 1 | 1 | 4 | 2  | 7  | -5 |

##### Girone Q
|            | AES  | AFR  | ERC  | FRA  |
| ---------- | ---- | ---- | ---- | ---- |
| Aesernia   | –––– | 1-0  | 1-2  | 1-1  |
| Afragolese | 7-0  | –––– | 2-1  | 2-2  |
| Ercolanese | 2-0  | 1-1  | –––– | 0-1  |
| Frattese   | 3-4  | 0-0  | 4-1  | –––– |

| Pos. | Squadra    | Pt | G | V | N | P | GF | GS | DR |
| ---- | ---------- | -- | - | - | - | - | -- | -- | -- |
| 1.   | Afragolese | 7  | 6 | 2 | 3 | 1 | 12 | 5  | +7 |
| 2.   | Frattese   | 7  | 6 | 2 | 3 | 1 | 11 | 8  | +3 |
| 3.   | Ercolanese | 5  | 6 | 2 | 1 | 3 | 7  | 9  | -2 |
| 4.   | Isernia    | 5  | 6 | 2 | 1 | 3 | 7  | 15 | -8 |

##### Girone R
|                   | CAM  | GLA  | ISC  | TUR  |
| ----------------- | ---- | ---- | ---- | ---- |
| Campania          | –––– | 1-1  | 0-4  | 0-4  |
| Gladiator         | 3-0  | –––– | 1-0  | 2-0  |
| Ischia Isolaverde | 4-0  | 2-1  | –––– | 1-2  |
| Turris            | 1-1  | 1-1  | 1-2  | –––– |

| Pos. | Squadra           | Pt | G | V | N | P | GF | GS | DR  |
| ---- | ----------------- | -- | - | - | - | - | -- | -- | --- |
| 1.   | Campania          | 9  | 6 | 4 | 0 | 2 | 13 | 5  | +8  |
| 2.   | Turris            | 6  | 6 | 3 | 2 | 1 | 9  | 4  | +5  |
| 3.   | Gladiator         | 5  | 6 | 2 | 2 | 2 | 9  | 7  | +2  |
| 4.   | Ischia Isolaverde | 4  | 6 | 0 | 2 | 4 | 2  | 17 | -15 |

##### Girone S
|             | NOC  | PAG  | SAL  | SOR  |
| ----------- | ---- | ---- | ---- | ---- |
| Nocerina    | –––– | 7-1  | 0-0  | 1-1  |
| Paganese    | 3-1  | –––– | 1-4  | 0-0  |
| Salernitana | 0-0  | 3-0  | –––– | 0-0  |
| Sorrento    | 1-0  | 6-0  | 1-1  | –––– |

| Pos. | Squadra     | Pt | G | V | N | P | GF | GS | DR  |
| ---- | ----------- | -- | - | - | - | - | -- | -- | --- |
| 1.   | Nocerina    | 8  | 6 | 2 | 4 | 0 | 9  | 2  | +7  |
| 2.   | Salernitana | 8  | 6 | 2 | 4 | 0 | 8  | 2  | +6  |
| 3.   | Sorrento    | 5  | 6 | 1 | 3 | 2 | 9  | 6  | +3  |
| 4.   | Paganese    | 3  | 6 | 1 | 1 | 4 | 5  | 21 | -16 |

##### Girone T
|                | BAR  | FID  | FOG  | MAT  |
| -------------- | ---- | ---- | ---- | ---- |
| Barletta       | –––– | 1-0  | 3-0  | 1-1  |
| Fidelis Andria | 1-2  | –––– | 2-2  | 0-1  |
| Foggia         | 1-1  | 1-0  | –––– | 0-2  |
| Matera         | 0-0  | 4-3  | 1-1  | –––– |

| Pos. | Squadra        | Pt | G | V | N | P | GF | GS | DR |
| ---- | -------------- | -- | - | - | - | - | -- | -- | -- |
| 1.   | Foggia         | 9  | 6 | 3 | 3 | 0 | 8  | 3  | +5 |
| 2.   | Barletta       | 9  | 6 | 3 | 3 | 0 | 9  | 5  | +4 |
| 3.   | Fidelis Andria | 5  | 6 | 1 | 3 | 2 | 5  | 9  | -4 |
| 4.   | Matera         | 1  | 6 | 0 | 1 | 5 | 6  | 11 | -5 |

##### Girone U
|          | BRI  | GAL  | MAR  | MON  |
| -------- | ---- | ---- | ---- | ---- |
| Brindisi | –––– | 2-0  | 3-0  | 2-2  |
| Galatina | 2-1  | –––– | 1-0  | 2-1  |
| Martina  | 1-1  | 0-0  | –––– | 1-1  |
| Monopoli | 0-2  | 0-1  | 2-2  | –––– |

| Pos. | Squadra             | Pt | G | V | N | P | GF | GS | DR |
| ---- | ------------------- | -- | - | - | - | - | -- | -- | -- |
| 1.   | Martina             | 9  | 6 | 4 | 1 | 1 | 6  | 4  | +2 |
| 2.   | Brindisi            | 8  | 6 | 3 | 2 | 1 | 11 | 5  | +6 |
| 3.   | Pro Italia Galatina | 4  | 6 | 0 | 4 | 2 | 4  | 8  | -4 |
| 4.   | Monopoli            | 3  | 6 | 0 | 3 | 3 | 6  | 10 | -4 |

##### Girone V
|         | COS  | CRO  | POT  | REN  |
| ------- | ---- | ---- | ---- | ---- |
| Cosenza | –––– | 0-0  | 2-2  |      |
| Crotone | 0-1  | –––– | 3-3  | 0-0  |
| Potenza | '0-1 | 0-0  | –––– | 2-0  |
| Rende   | 3-0  | 1-1  | 1-0  | –––– |

| Pos. | Squadra | Pt | G | V | N | P | GF | GS | DR |
| ---- | ------- | -- | - | - | - | - | -- | -- | -- |
| 1.   | Cosenza | 8  | 6 | 3 | 2 | 1 | 10 | 5  | +5 |
| 2.   | Crotone | 8  | 6 | 3 | 2 | 1 | 9  | 6  | +3 |
| 3.   | Potenza | 5  | 6 | 1 | 3 | 2 | 7  | 7  | 0  |
| 4.   | Rende   | 2  | 6 | 0 | 2 | 4 | 1  | 9  | -8 |

##### Girone W
|          | MES  | NIS  | REG  | SIR  |
| -------- | ---- | ---- | ---- | ---- |
| Messina  | –––– | 8-0  | 2-1  | 0-0  |
| Nissa    | 1-0  | –––– | 2-4  | 0-1  |
| Reggina  | 0-1  | 3-0  | –––– | 2-2  |
| Siracusa | 2-1  | 3-0  | 1-2  | –––– |

| Pos. | Squadra  | Pt | G | V | N | P | GF | GS | DR  |
| ---- | -------- | -- | - | - | - | - | -- | -- | --- |
| 1.   | Messina  | 8  | 6 | 3 | 2 | 1 | 9  | 5  | +4  |
| 2.   | Siracusa | 7  | 6 | 3 | 1 | 2 | 12 | 4  | +8  |
| 3.   | Reggina  | 7  | 6 | 3 | 1 | 2 | 12 | 8  | +4  |
| 4.   | Nissa    | 2  | 6 | 1 | 0 | 5 | 3  | 19 | -16 |

##### Girone Y
|           | AKR  | ALC  | CAN  | LIC  |
| --------- | ---- | ---- | ---- | ---- |
| Akragas   | –––– | 2-2  | 3-1  | 2-1  |
| Alcamo    | 2-1  | –––– | 3-5  | 2-2  |
| Canicattì | 10-0 | 3-0  | –––– | 1-1  |
| Licata    | 3-1  | 1-1  | 1-3  | –––– |

| Pos. | Squadra   | Pt | G | V | N | P | GF | GS | DR  |
| ---- | --------- | -- | - | - | - | - | -- | -- | --- |
| 1.   | Licata    | 9  | 6 | 4 | 1 | 1 | 23 | 8  | +15 |
| 2.   | Akragas   | 5  | 6 | 1 | 3 | 2 | 9  | 10 | -1  |
| 3.   | Canicattì | 5  | 6 | 1 | 3 | 2 | 10 | 14 | -4  |
| 4.   | Alcamo    | 5  | 6 | 2 | 1 | 3 | 9  | 19 | -10 |

##### Girone Z
|          | CAR  | NUO  | OLB  | TOR  |
| -------- | ---- | ---- | ---- | ---- |
| Carbonia | –––– | 0-1  | 1-0  | 0-0  |
| Nuorese  | 1-1  | –––– | 2-0  | 0-0  |
| Olbia    | 1-0  | 1-0  | –––– | 0-0  |
| Torres   | 4-1  | 4-1  | 2-0  | –––– |

| Pos. | Squadra  | Pt | G | V | N | P | GF | GS | DR |
| ---- | -------- | -- | - | - | - | - | -- | -- | -- |
| 1.   | Nuorese  | 9  | 6 | 3 | 3 | 0 | 10 | 2  | +8 |
| 2.   | Torres   | 6  | 6 | 2 | 2 | 2 | 5  | 6  | -1 |
| 3.   | Carbonia | 5  | 6 | 2 | 1 | 3 | 2  | 5  | -3 |
| 4.   | Olbia    | 4  | 6 | 1 | 2 | 3 | 3  | 7  | -4 |

#### Qualificazioni ai sedicesimi di finale
Le otto squadre estratte a sorte per ridurre ulteriormente il numero delle ammesse alla fase finale s'incontrarono il 28 novembre ed il 12 dicembre 1984.
| Squadra 1   | Totale | Squadra 2    | Andata     | Ritorno    |
| ----------- | ------ | ------------ | ---------- | ---------- |
|             |        |              | 28.11.1984 | 12.12.1984 |
| Pavia       | 3 - 4  | Pro Vercelli | 3 - 1      | 0 - 3      |
| Mestre      | 5 - 3  | Montebelluna | 2 - 1      | 3 - 2      |
| Campania    | 4 - 2  | Afragolese   | 3 - 1      | 1 - 1      |
| Francavilla | 4 - 2  | Foligno      | 2 - 2      | 2 - 0      |

### Fase finale
Alle venti squadre che avevano superato le eliminatorie furono aggregate le dodici che avevano preso parte alla prima fase della Coppa Italia 1984-1985.

#### Sedicesimi di finale
Le gare si disputarono il 16 ed il 30 gennaio 1985.
| Squadra 1   | Totale | Squadra 2    | Andata     | Ritorno           |
| ----------- | ------ | ------------ | ---------- | ----------------- |
|             |        |              | 16.01.1985 | 30.01.1985        |
| Pro Patria  | 0 - 1  | Pro Vercelli | 0 - 0      | 0 - 1             |
| Massese     | 3 - 5  | Carrarese    | 1 - 3      | 2 - 2             |
| Sanremese   | 0 - 0  | Pontedera    | 0 - 0      | 0 - 0 (1-4 dcr)   |
| Montevarchi | 0 - 3  | Pistoiese    | 0 - 0      | 0 - 3             |
| Brescia     | 2 - 3  | Ospitaletto  | 1 - 2      | 1 - 1             |
| Mestre      | 2 - 5  | Vicenza      | 1 - 3      | 1 - 2             |
| Centese     | 2 - 2  | SPAL         | 1 - 1      | 1 - 1 (16-17 dcr) |
| Ancona      | 3 - 1  | Rimini       | 2 - 0      | 1 - 1             |
| Frosinone   | 1 - 3  | Nuorese      | 1 - 1      | 0 - 2             |
| Campania    | 4 - 2  | Casertana    | 3 - 1      | 1 - 1             |
| Foggia      | 0 - 2  | Francavilla  | 0 - 1      | 0 - 1             |
| Benevento   | 8 - 6  | Nocerina     | 6 - 4      | 2 - 2             |
| Martina     | 1 - 2  | Casarano     | 0 - 0      | 1 - 2             |
| Cosenza     | 1 - 3  | Catanzaro    | 1 - 1      | 0 - 2             |
| Cavese      | 4 - 4  | Messina      | 3 - 0      | 1 - 4 (5-6 dcr)   |
| Licata      | 6 - 3  | Palermo      | 4 - 1      | 2 - 2             |

#### Ottavi di finale
Le gare si disputarono il 20 febbraio e il 6 marzo 1985.
| Squadra 1    | Totale | Squadra 2   | Andata     | Ritorno         |
| ------------ | ------ | ----------- | ---------- | --------------- |
|              |        |             | 20.02.1985 | 06.03.1985      |
| Pro Vercelli | 2 - 4  | Carrarese   | 2 - 0      | 0 - 4 (dts)     |
| Pistoiese    | 3 - 1  | Pontedera   | 2 - 1      | 1 - 0           |
| Ospitaletto  | 6 - 2  | Vicenza     | 4 - 2      | 2 - 0           |
| Ancona       | 2 - 0  | SPAL        | 1 - 0      | 1 - 0           |
| Nuorese      | 1 - 5  | Campania    | 1 - 2      | 0 - 3           |
| Benevento    | 4 - 2  | Francavilla | 1 - 0      | 3 - 2           |
| Catanzaro    | 2 - 5  | Casarano    | 2 - 1      | 3 - 4 (5-7 dcr) |
| Licata       | 5 - 1  | Cavese      | 4 - 1      | 1 - 0           |

#### Quarti di finale
Le gare si disputarono il 27 marzo ed il 17 aprile 1985.
| Squadra 1   | Totale | Squadra 2 | Andata     | Ritorno    |
| ----------- | ------ | --------- | ---------- | ---------- |
|             |        |           | 27.03.1985 | 17.04.1985 |
| Pistoiese   | 0 - 1  | Carrarese | 0 - 0      | 0 - 1      |
| Ospitaletto | 1 - 4  | Ancona    | 1 - 1      | 0 - 3      |
| Campania    | 0 - 2  | Benevento | 0 - 0      | 0 - 2      |
| Casarano    | 4 - 3  | Licata    | 4 - 2      | 0 - 1      |

#### Semifinali
Le gare si disputarono il primo ed il 15 maggio 1985.
| Squadra 1 | Totale | Squadra 2 | Andata     | Ritorno    |
| --------- | ------ | --------- | ---------- | ---------- |
|           |        |           | 01.05.1985 | 15.05.1985 |
| Ancona    | 0 - 3  | Carrarese | 0 - 1      | 0 - 2      |
| Benevento | 1 - 4  | Casarano  | 0 - 0      | 1 - 4      |

#### Finali
| Squadra 1 | Totale | Squadra 2 | Andata     | Ritorno    |
| --------- | ------ | --------- | ---------- | ---------- |
|           |        |           | 16.06.1985 | 23.06.1985 |
| Carrarese | 2 - 3  | Casarano  | 0 - 2      | 2 - 1      |

| Carrara 16 giugno 1985 | Carrarese        | 0 – 2 A tavolino. | Casarano | Stadio dei Marmi\| Arbitro: \| Cornieti (Forlì) \| |
| Arbitro:               | Cornieti (Forlì) |                   |          |                                                    |

| Arbitro: | Fabbricatore (Roma) |

|              |           |                             |
| Fiorucci 43’ | Marcatori | 77’ (rig.) Zerbio 83’ Taffi |